# Random Island

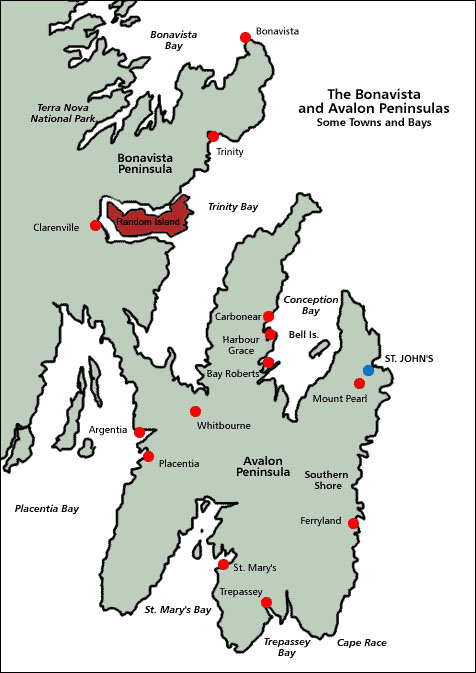
Kaart van Oost-Newfoundland waarop Random Island in het rood wordt weergegeven

Random Island is een eiland voor de oostkust van het Canadese eiland Newfoundland. Het eiland heeft een oppervlakte van 249 km² en is daarmee het grootste eiland langs de kust van Newfoundland.

## Geografie
Het dichtbeboste Random Island is gelegen in een grote westelijke inham van Trinity Bay. Het wordt van het vasteland gescheiden door Smith Sound in het noorden, door Northwest Arm in het westen en zuiden en door Random Sound, een zeegat dat naar Trinity Bay leidt, in het zuidoosten.
Het uitzicht van Random Island wordt gedomineerd door de 166 m hoge piek Bakers Loaf in het noordwesten. Het hoogste punt van het eiland is de ten zuidwesten van Bakers Loaf gelegen Ginpicker Hill met een hoogte van 257 meter.
Het eiland is met een dijk en een brug verbonden met het hoofdeiland.

### Plaatsen
Op het eiland, dat in zijn volledigheid gemeentevrij gebied is, bevinden zich elf nederzettingen, namelijk Aspey Brook, Britannia, Elliott's Cove, Hickman's Harbour, Lady Cove, Lower Lance Cove, Petley, Random Heights, Robinson Bight, Snook's Harbour en Weybridge.
Sinds 1996 vormen de zes meest westelijke plaatsen (Random Heights, Elliott's Cove, Snook's Harbour, Aspey Brook, Weybridge en Lady Cove) een local service district genaamd Random Island West. Sinds 1997 vormen ook Hickman's Harbour en Robinson Bight een local service district genaamd Hickman's Harbour-Robinson Bight. Lower Lance Cove en Petley zijn zelfstandige local service districts, terwijl Britannia geen lokaal bestuur heeft.

## Geschiedenis
De naam van het eiland komt vermoedelijk van het Oudengelse woord randon, dat vertaald kan worden als "wanordelijk", verwijzend naar de zee.
De eerste permanente nederzetting op Random Island was het rond 1760 gestichte Rider's Harbour, dat ongeveer een eeuw heeft bestaan. Aan het eind van de 18e eeuw werden in het noordwesten van Random Island twee baksteenfabrieken opgericht (in Elliott's Cove en Snook's Harbour). Later sloten deze echter, al bleven de nederzettingen bestaan. De meeste nederzettingen op Random Island ontstonden halverwege de 19e eeuw als vissersdorpen.
In 1952 werd de Hefferton Causeway aangelegd, waardoor het eiland met het vasteland is verbonden. In de jaren 1970 ontstonden de jongste twee nederzettingen, namelijk Robinson Bight en Random Heights.

## Demografie
Random Island komt overeen met "Division No. 7, Subd. L" in de Canadese census van Newfoundland en Labrador. Net zoals de meeste afgelegen plaatsen in de provincie, kende ook Random Island de voorbije jaren een demografische neergang. Tussen 1991 en 2021 daalde de bevolkingsomvang van 1.685 naar 1.183. Dat komt neer op een daling van 502 inwoners (-29,8%) in 30 jaar tijd.
| Demografische ontwikkeling van Random Island tussen 1991 en 2021 |
| ---------------------------------------------------------------- |
|                                                                  |
| Bron: Statistics Canada (1991–1996, 2001–2006, 2011–2016, 2021)  |

## Fauna
Op Random Island komen een aantal diersoorten voor, waarvan een aantal in de 20e eeuw door mensen zijn geïntroduceerd. In de jaren 1930 werden er bevers losgelaten in meertjes bij Deer Harbour, Hickman's Harbour en Lady Cove. Later vond het bestuur echter dat er te veel bevers waren en liet ze daarom vangen om ze vervolgens in andere gebieden uit te zetten. Andere dieren die op het eiland werden geïntroduceerd zijn regenboogforellen (namelijk in twee meertjes bij Britannia Cove in de jaren 1930 en ook in een meertje in Deer Harbour in de jaren 1940) en rendieren in 1964.

## Galerij

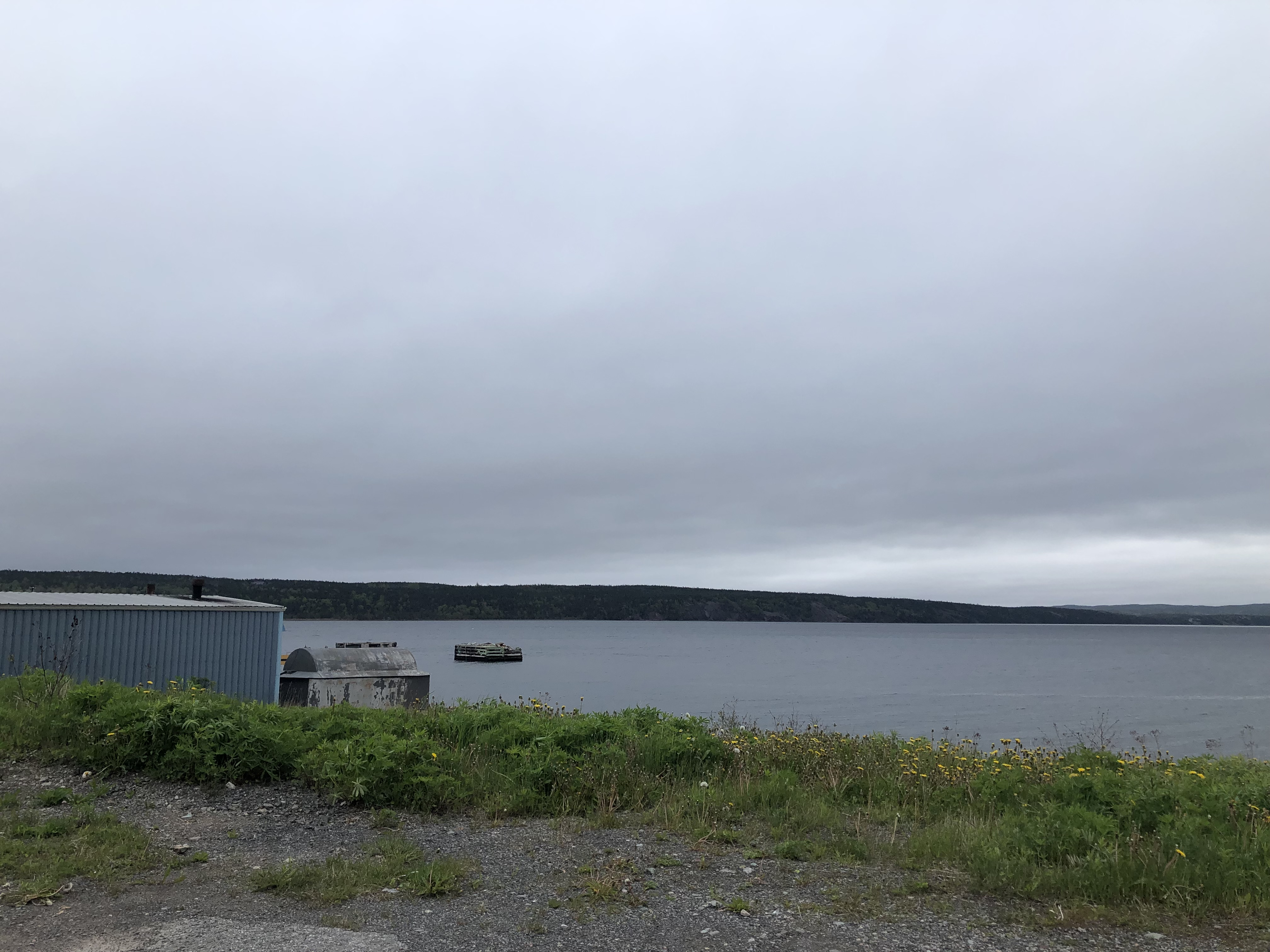
Zicht op Random Island vanop de oever te Clarenville
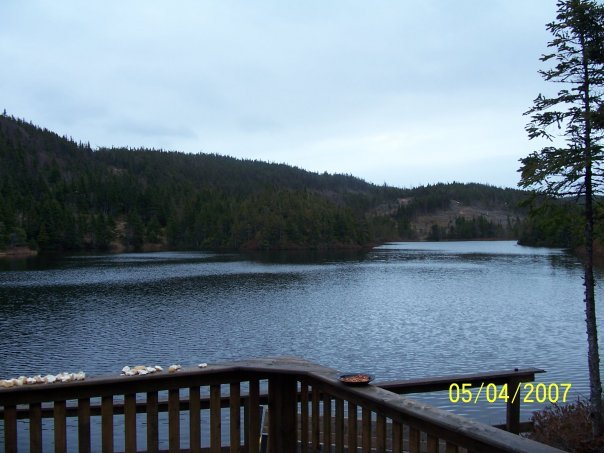
Zicht op een meertje aan de rand van Hickman's Harbour